# Conny Johansson (fotbollsspelare född 1967)
Conny Johansson, född 7 februari 1967, är en svensk före detta fotbollsmålvakt.
Johansson inledde karriären i Alingsåsklubben Holmalunds IF. 1986 kom han till Gais, där han blev reservmålvakt bakom Sören Järelöv. Efter att ha stått sex matcher mellan stolparna i Gais, varav två i Allsvenskan 1988, lämnade han klubben och återvände till Holmalund. Inför säsongen 1991 värvades han till BK Häcken, där han som förstemålvakt spelade allsvenskt 1993–1994. Efter att ha åkt ur Allsvenskan med Häcken 1994 varvade han ner i IFK Skövde.